# Eberhard Crusius
Eberhard Crusius (* 30. Juli 1907 in Perleberg; † 11. Juli 1976 in Oldenburg) war ein deutscher Archivar. Von 1958 bis 1969 war er Direktor des Staatsarchivs Oldenburg.

## Leben
Der Vater von Crusius war Offizier, der ab 1918 höherer Beamter im Reichsdienst war, seit 1924 dann Regierungsrat beim Versorgungsamt in Oldenburg. Aus diesem Grund kam Eberhard Crusius im Jahr 1924 als Schüler erstmals nach Oldenburg. Im Jahr 1926 schloss er seine gymnasiale Ausbildung am „Alten Palais“. Er studierte zunächst in Marburg, dann München und Berlin und schließlich erneut in Marburg Geschichte, Deutsch und Latein. Er wurde als Schüler des Mediävisten Edmund Ernst Stengel promoviert. Im Jahr 1934 ging er in den Vorbereitungsdienst für den Beruf des wissenschaftlichen Archivars in Preußen. Zwei Jahre darauf legte er in Dahlem im preußischen „Institut für Archivwissenschaft“ die „Archivalische Staatsprüfung“ ab. Zunächst war er als Archivassistent im Staatsarchiv Kiel beschäftigt, im Jahr 1940 dann als Archivrat im Reichsarchiv in Danzig, das er infolge des Krieges verlassen musste. Im Staatsarchiv Osnabrück fand Crusius eine neue Anstellung als Archivrat bis zu seiner Versetzung am 1. Februar 1958 nach Oldenburg. Bald darauf folge die Ernennung zum „Staatsarchivdirektor“.
Mit Eberhard Crusius’ Antritt als neuer Archivdirektor war eine Integration des Oldenburgischen Archivs in die Niedersächsische Archivverwaltung geschehen, denn der vorherige Archivdirektor Hermann Lübbing war noch zu Zeiten des Oldenburgischen Freistaats zum Archivleiter ernannt worden. Unter Crusius Leitung wurde der große Erweiterungsbau von 1961 bis 1964 dem Archiv hinzugefügt. Ein Schwerpunkt von Crusius Forschung war die Entwicklung im Oldenburg der Zeit Peter Friedrich Ludwigs. Crusius war seit 1963 für die Edition des Teil I (Geschichte) vom Oldenburger Jahrbuch verantwortlich. Im Jahr 1969 im Alter von 62 Jahren zwang Crusius andauernde Krankheit dazu seinen Platz am Archiv in Oldenburg zu verlassen.

### Mitgliedschaften
Crusius war seit 1966 korrespondierendes Mitglied der Historischen Kommission für Westfalen. Er war außerdem Mitglied im Arbeitskreis der staatlichen Kulturinstitute Oldenburg, im Beirat des Oldenburger Landesvereins und im Ausschuss der Historischen Kommission für Niedersachsen und Bremen.